# Mátray Lajos
Mátray Lajos (Miskolc, 1859. március 28. – Budapest, 1937. augusztus 10.) főgimnáziumi tanár, író, irodalomtörténész.

## Életpályája
Szüleit korán elvesztette. A gimnáziumot Egerben végezte, majd a tanári pályát választotta és négy évig a pesti egyetemen bölcselethallgató volt. Ezután a Chotek grófi családnál nevelősködött. 1887-88-ban a budapesti gyakorlő főgimnáziumnál mint gyakorló tanár működött. 1888-ban Debrecenben helyettes tanár volt. 1889-ben nyert tanári oklevelet és a szatmári református főiskolában a magyar és latin nyelv és irodalom tanára volt. Pályanyertes prológjával nyitották meg 1890-ben a szatmári városi szinházat, melynek létesítésén társadalmi téren sokat buzgólkodott; a Kölcsey-kört is ő alapította 1890-ben, melyben mint az irodalmi szakosztály elnöke működött. 1897-tőla  városi törvényhatóságnak is tagja volt.
Költeményei és cikkei a következő lapokban jelentek meg: Egri Népujság (1878), Mátra Vidéke, Egri Lapok (1878-79), Földgömb (1879), Regélő Themis (1880), Veszprém és Veszprémi Független Hírlap (1881-82), Székesfehérvár és Vidéke, Szabadság, Fehérvári Hiradó (1881-83), Baja, Bajai Közlöny (1883), Budapesti Bazár (1883), Szentes és Vidéke (1884-85), Vasárnapi Ujság (1884., 1887), Eger és Vidéke (1884), Koszoru (1884), Ország Világ (1884), Fővárosi Lapok (1885), Pesti Napló (1885): a szatmári református főgimnázsium Értesítőjében (1892 A magyar dráma legrégibb nyomai); a Szatmár-Németiben (1900. 49. sz. Vörösmarty Mihály emlékezete), a Szamosnak is munkatársa volt. Szerkesztette a Szatmár-Németi c. helyi lapot 1897. december 14-től. 
Álnevei és jegyei: Zuárd, Balatoni B., M. L. és *** (a vidéki lapokban).

## Művei
- Aranka. Tündéries elbeszélés. Budapest, 1883. (Ism. Főv. Lapok.).
- Petőfi Sándor élete versekben. Nagyszombat, 1885.
- Petőfi Sándor élete és költői működésének vázlata. Bubenik Ferencz után ford. Nagyszombat, 1884.
- Feri. Költői beszély. Nagyszombat, 1885. (Ism. Főv. Lapok 132., P. Napló 256. sz.)
- Fazekas Mihály élete és munkái, felfedezett verseivel. Debrecen, 1888. (Ism. Debreczeni Ellenőr 230., Főv. Lapok 341., Egyetértés 333., Vasárnapi Ujság 48. sz. Egyet. Philol. Közlöny 1889. 148., 376. lap.)
- Fazekas Mihály Ludas Matyija. A bécsi 1817. 2. kiadás után sajtó alá rendezte, szerzője rövid életrajzával ellátta. Szatmár, 1891. (Ism. Egyet. Philol. Közlöny 1891. 422., 686.).
- Hulló levelek. Költemények. Szatmár, 1893. (Ism. Főv. Lapok 138. sz. Vasárn. Ujság 27. sz., Budapesti Hirlap 144. sz.)

Alkalmi színdarabjait: Multak emlékei, az ezredéves ünnepélyek alkalmával 1896-ban és Dicső multunk, a szabadságharc 50 éves fordulóján 1898-ban előadta a szatmári színtársulat.